# Friuli Latisana Cabernet superiore
Il Friuli Latisana Cabernet superiore è un vino DOC la cui produzione è consentita nella provincia di Udine.

## Caratteristiche organolettiche
- colore: rosso rubino intenso.
- odore: erbaceo, gradevole, intenso.
- sapore: caratteristico, leggermente erbaceo, fine.

## Produzione
Provincia, stagione, volume in ettolitri
- nessun dato disponibile